# 檬粉

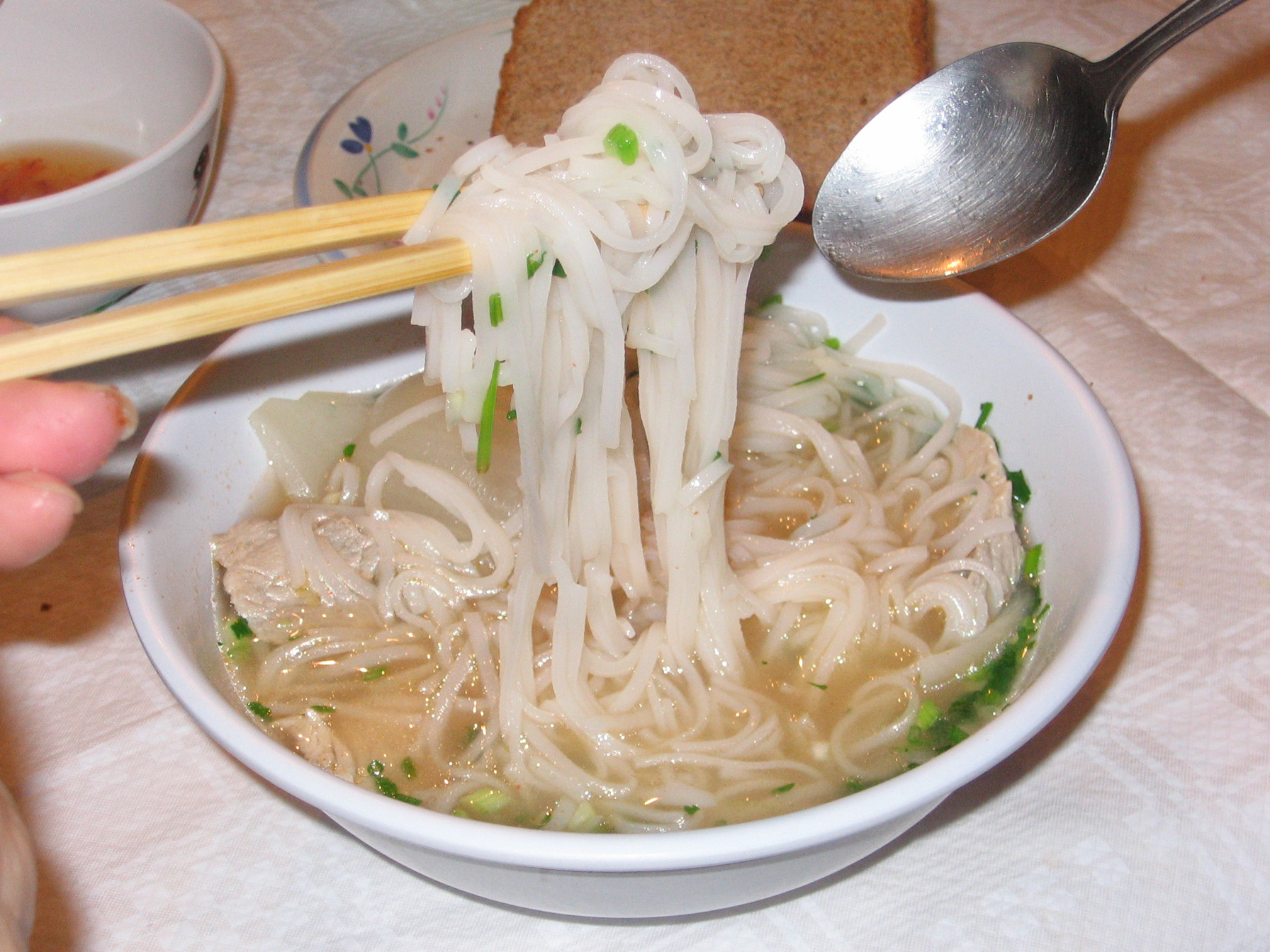
湯檬

檬是越南菜餐館常見的涼麵，形狀近於華人的米粉，佐以甜酸辣的渃蘸，通常跟串燒或越南卷一起食用。
粗略而言，檬可以是指越南米粉（越南语：／?），「檬」是越南语bún的譯音，但越南的Bún字可以是冷食和熱食，其中順化牛肉粉（Bún Bò Huế）是熱食，但燒肉粉（Bún thịt nướng）卻是冷食。

## 種類
檬粉，在越南泛指四種不同食品：
- Bún thịt nướng (燒肉粉)：涼麵，配以一兩串微帶甜味的豬肉餅條串燒(thịt nướng)，加入芽菜、薄荷葉等，醮渃蘸(nước chấm)同吃。
- Bún chả giò (春卷粉)：吃法同上，但配料用「春卷」（chả giò，指豬肉扎）。
- Bún chả (春粉)：吃法同上，配料改為豬肉餅。
- Bánh hỏi (問餅，漢語譯作濱海)：以米粉製成餅狀，其餘吃法同上；越南民間流傳該餅起源自南越平定省，因為它長得怪，很多人「問」是甚麼來，因而得名。